# Ngô Thì Trí
Ngô Thì Trí (1766-?) là một danh sĩ thời Lê trung hưng, nhà Tây Sơn trong lịch sử Việt Nam.

## Tiểu sử
Ngô Thì Trí là người ở làng Tả Thanh Oai, huyện Thanh Oai, trấn Sơn Nam (nay thuộc huyện Thanh Trì, Hà Nội).
Ông là con thứ sáu của danh sĩ Ngô Thì Sĩ. Lên 5 tuổi, ông mồ côi mẹ; 14 tuổi (1780), ông mồ côi cha, nên thường sống ở nhà người anh cả là Ngô Thì Nhậm.
Năm 1782, Trịnh Khải lên ngôi chúa. Ngô Thì Nhậm vì có liên quan đến vụ án năm Canh Tý nên phải bỏ trốn về quê vợ ở Thái Bình. Gia đình họ Ngô trước đã sa sút, nay thêm ly tán. Ông lớn lên trong gia cảnh ấy và trong một xã hội nhiều biến động.
Khi trưởng thành, Ngô Thì Trí ra làm quan cho nhà Lê trung hưng, giữ việc biên soạn, tu thư ở sử quán. Năm 1788, Nguyễn Huệ ra Bắc lần thứ hai. Lúc này cả vua Lê và chúa Trịnh đều đã đổ. Ngô Thì Trí theo anh là Ngô Thì Nhậm ra làm quan cho nhà Tây Sơn, làm đến chức Hữu thị lang bộ Hộ, tước Bính Phong hầu.
Năm 1802, nhà Tây Sơn bị nhà Nguyễn tiêu diệt, ông về sống ẩn ở quê nhà.
Ông mất năm nào không rõ, nhưng phải sau năm 1826, vì năm này ông còn làm bài văn khấn thần xin tu sửa lại đình Hoa Xá.

## Tác phẩm
Tác phẩm của Ngô Thì Chí chỉ có tập Sóc Nam hành kính (trên con đường xuyên Bắc Nam) bằng chữ Hán, gồm 26 bài thơ (tính theo đầu đề), 2 bài phú, 22 bài văn và một số câu đối.
Ngô Thì Chí không viết nhiều, ít khi đề vịnh. Nhưng những bài viết khi có việc (chủ yếu gửi cho anh em và con cháu) đều rất tình cảm, giản dị, chân thật. Ngoài ra, nhờ ông đề xướng (và khởi công biên soạn tập đầu tiên) việc sưu tập các tác phẩm của dòng họ Ngô Thì, mà ngày nay văn học Việt Nam còn lại được bộ sách Ngô gia văn phái đồ sộ .

## Sách tham khảo
- Trần Thị Băng Thanh, mục từ Ngô Thì Trí  trong Từ điển văn học (bộ mới). Nhà xuất bản Thế giới, 2004.
- Nguyễn Q. Thắng-Nguyễn Bá Thế, Từ điển nhân vật lịch sử Việt Nam. Nhà xuất bản Khoa học Xã hội, Hà Nội, 1992.